# Lipetsk
Lipetsk (russisk: Липецк, tr. Lipetsk dansk: ~ lindetræ-byen) er en by i det vestlige Rusland 425 km sydøst for Moskva ved Voronezjfloden. Lipetsk er administrativt center i Lipetsk oblast og har 496.403 (2021) indbyggere.
Lipetsk blev grundlagt i 1703 , men har rødder tilbage i 1200-tallet, hvor den nævnes allerede i 1283.

## Geografi
Lipetsk ligger i steppelandskabet på grænsen mellem det centralrussiske plateau og Oka-Don sletten, på begge sider af floden Voronezj, 428 km sydøst for Moskva. Afstanden fra jernbanestationen i Lipetsk til Moskva banegård er 504 km. Centrum i Liptesk ligger ca. 160 moh. Det historisk center er beliggende på bakkerne omkring udmundingen af Kamennyj kanalen i Voronezjfloden.

### Klima
Lipetsk har tempereret fastlandsklima, den koldeste måned er januar med – 9,5 °C, varmeste måned er juli med + 19 °C. Nedbøren er 567 mm pr. år.

## Historie
Den nu værende Lipetsk blev grundlagt i 1703 , men har rødder tilbage i 1200-tallet, hvor der på stedet var en fæstning, der blev fuldstændigt ødelagt under Mongolernes invasion af Rus'.
I 1703 gav Peter den Store ordre til at bygge en støbejernsfabrik for fremstilling af kanoner, nær forekomsten af jernmalm i området. Lipetsk blev bosættelse for støberiarbejderne. Byen fik bystatus i 1779.
I 1931 traf Folkekommissærernes råd beslutning om opførelsen af et stålværk, Sokolskij metallurgitjeskij, i Litepsk. I 1943 indledtes opførelsen af en traktorfabrik i byen, som allerede den 1. juni 1944 producerede den første traktor og udviklede sig til en større producent af landbrugsmaskiner.

### Befolkningsudvikling
| År   | Indbyggere |
| ---- | ---------- |
| 1897 | 20.524     |
| 1926 | 21.000     |
| 1939 | 66.644     |
| 1959 | 156.515    |
| 1970 | 289.138    |
| 1979 | 395.638    |
| 1989 | 449.635    |
| 2002 | 506.114    |
| 2010 | 508.887    |

Note: Data fra folketællinger (1926 afrundet)

## Erhverv
Lipetsk er en del af en særlig økonomisk zone. Der findes jernmalm, stålfabrikker (Novolipetsk stål), maskinindustri (LTZ traktorer, Indesit vaskemaskiner og køleskabe), levnedmiddelindustri (Liboil rapsolie, Lebedyanski juice).

### Trafik
Lipetsk kan nås med tog fra Moskva (Paveletskij), rejsetid ca. 10 timer. Den hurtige Moskva-Sochi-jernbane planlagt til anlæggelse fra 2020 kommer til at passere Lipetsk oblast med station i Lipetsk.
Lipetsk har en mindre lufthavn, Lipetsk Lufthavn, hvorfra RusLine tilbyder to daglige flyvninger til Domodedovo Internationale Lufthavn i Moskva samt forbindelse til Pulkovo i Sankt Petersborg, Sotji og Koltsovo Internationale Lufthavn i Jekaterinburg.
Lipetsk er forbundet med M4 "Don" (Moskva-Novorossijsk) og M6 "Kaspisk" (Moskva-Astrakhan) samt P119, der løber i det centrale Rusland fra Orjol via Lipetsk til Tambov.

## Uddannelse og kultur
Lipetsk er hjemsted for et Teknisk Universitet og et lærerseminarium. Byen er desuden en kendt kurby med mudder- og mineralbade.